# Burmannia
Burmannia es un género con unas 60 especies de plantas  perteneciente a la familia Burmanniaceae. Es originario de las regiones tropicales y subtropicales de América, África y Asia.  Comprende 116 especies descritas y de estas, solo 57 aceptadas.

## Descripción
Son hierbas autótrofas, terrestres o raramente epífitas. Rizoma ausente. Hojas pequeñas y escuamiformes, a veces relativamente grandes especialmente cerca de la base del tallo y a veces arrosetadas. Inflorescencia una cima bifurcada, laxa a capitada, con 1 a numerosas flores. Flores erectas, tubulares. Tépalos externos enteros, los márgenes involutos. Tépalos internos más pequeños que los externos. Tubo floral sin alas a ampliamente 3-alado. Anteras 3, sésiles; conectivo con apéndices diversos. Estilo 3-ramificado en el ápice, cada rama con un estigma 2-labiado. Ovario 3-locular, trígono, con placentación axial; 3 nectarios septales a veces presentes. Cápsula coronada por el perianto persistente; dehiscencia transversal por varias hendiduras en la pared del fruto, o irregular por el marchitamiento de la pared membranácea entre las costillas. Semillas elipsoides.

## Taxonomía
El género fue descrito por Carlos Linneo y publicado en  Species Plantarum 1: 287. 1753. La especie tipo es: Burmannia disticha

## Especies
| - Burmannia alba - Burmannia aprica - Burmannia australis - Burmannia bicolor - Burmannia bifaria - Burmannia biflora - Burmannia candelabrum - Burmannia candida - Burmannia capitata - Burmannia championii - Burmannia chinensis - Burmannia cochinchinensis - Burmannia coelestis - Burmannia compacta - Burmannia congesta - Burmannia connata - Burmannia cryptopetala - Burmannia damazii - Burmannia dasyantha - Burmannia disticha - Burmannia engganensis - Burmannia filamentosa - Burmannia flava - Burmannia foliosa - Burmannia geelvinkiana - Burmannia gracilis - Burmannia grandiflora - Burmannia hexaptera | - Burmannia indica - Burmannia jonkeri - Burmannia juncea - Burmannia kalbreyeri - Burmannia larseniana - Burmannia latialata - Burmannia ledermannii - Burmannia longifolia - Burmannia luteoalba - Burmannia lutescens - Burmannia madagascariensis - Burmannia malasica - Burmannia micropetala - Burmannia nepalensis - Burmannia oblonga - Burmannia polygaloides - Burmannia pusilla - Burmannia sanariapoana - Burmannia sphagnoides - Burmannia steenisii - Burmannia stricta - Burmannia stuebelii - Burmannia subcoelestis - Burmannia tenella - Burmannia tenera - Burmannia tisserantii - Burmannia vaupesiana - Burmannia wallichii |